# Sebastian Malec
Sebastian Malec (* 5. August 1995) ist ein polnischer Poker- und Schachspieler. Er gewann 2016 das Main Event der European Poker Tour.

## Persönliches
Malec spielte in seiner Jugend Schach und erreichte dabei im Januar 2011 seine höchste Elo-Zahl von 2214. 2014 begann er ein Studium mit den Schwerpunkten Mathematik und Statistik an der University of Warwick nahe Coventry im Vereinigten Königreich. Im Herbst 2016 zog er nach Maastricht und begann dort ein Studium in Kunst und Kultur.
| Hier fehlt eine Grafik, die leider im Moment aus technischen Gründen nicht angezeigt werden kann. Wir arbeiten daran! |

## Pokerkarriere
Malec kam über seinen ehemaligen Schachlehrer zum Poker, nachdem dieser 2010 für die World Series of Poker zum Las Vegas Strip gereist war.
Seine erste Geldplatzierung bei einem Live-Turnier erzielte Malec Mitte Dezember 2014 bei der European Poker Tour (EPT) in Prag. Ende August 2015 war er erstmals beim EPT-Main-Event erfolgreich und belegte in Barcelona den mit 15.800 Euro dotierten 76. Platz. Ein Jahr später gewann der Pole das EPT-Main-Event in Barcelona, für das er sich zuvor für nur 27 Euro online qualifiziert hatte. Dafür setzte er sich gegen 1784 andere Spieler durch und erhielt ein Preisgeld in Höhe von über 1,1 Millionen Euro. Im Juni 2023 war Malec erstmals bei der World Series of Poker (WSOP) im Horseshoe Las Vegas und Paris Las Vegas erfolgreich. Während der Turnierserie wurde er bei einem Mystery Bounty im Wynn Las Vegas Zweiter und sicherte sich knapp 540.000 US-Dollar.
Insgesamt hat sich Malec mit Poker bei Live-Turnieren mehr als 2 Millionen US-Dollar erspielt.